# Johan August Brinell

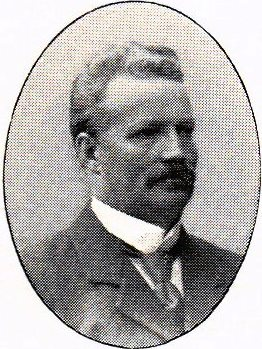
Johan August Brinell

Johan August Brinell (Bringetofta, 21 juni 1849 – Stockholm, 17 november 1925) was een Zweeds ingenieur die vooral bekend is door de door hem in 1900 ontwikkelde brinellhardheid, een maat om de hardheid van een materiaal uit te drukken. Deze maat wordt voornamelijk in de metallurgie gebruikt.
Brinell begon zijn carrière als ingenieur in een metallurgisch bedrijf in Lesjöfors. In 1882 werd hij hoofdingenieur in een metallurgisch bedrijf in Fagersta.
In 1902 werd Brinell verkozen tot lid van de Koninklijke Zweedse Academie voor Wetenschappen en in 1919 als lid van de Koninklijke Zweedse Academie voor Ingenieurswetenschappen.